# Darwin González (político)
Darwin José González Padilla (Barinas, Venezuela, 10 de octubre de 1976) es un administrador y político venezolano, actual alcalde del municipio Baruta, en el estado Miranda.

## Biografía

### Estudios
Darwin González se graduó como Licenciado en Administración en la Universidad Santa María en el año 2000 y realizó una Especialización en Gerencia Pública en la Universidad Metropolitana en 2012. En el año 2020 finalizó una maestría en gobierno y Estudios Políticos en la Universidad Metropolitana.[cita requerida]

### Vida personal
Darwin es católico. Está casado con Peggy de González y tiene dos hijos.

## Carrera política

### Alcalde de Baruta (desde 2017)
Darwin fue concejal del municipio Baruta entre 2013 y 2017, y fue militante del partido Primero Justicia durante más de una década. Sin embargo, en las elecciones municipales de 2017 inscribió su candidatura con el respaldo del partido regional, Por Amor a los Pueblos (PAP), dado que Primero Justicia se abstuvo de participar por sus denuncias de presuntas irregularidades cometidas durante las elecciones regionales de 2017. González promovió su candidatura bajo el lema «Defendamos Baruta» y es electo como alcalde del municipio Baruta en los comicios municipales del 10 de diciembre de 2017 con el 49,87% de los votos.
Darwin fue reelecto en las elecciones regionales de Venezuela de 2021 como alcalde del  municipio Baruta para el período 2021-2025, como integrante del partido Fuerza Vecinal. Darwin obtuvo un total de 40.406 votos, que representó el 64,13%.
|  | 64,13 % |

|  | 28,77 % |

|  | 07,09 % |

## Controversias

### Deforestaciones
En 2023, en un acto de manifestación por parte de vecinos del vecino del municipio Baruta, en contra de la deforestación de una de las zonas boscosas más populares del sector, el alcalde tildó a una de las voceras como «abogada recién graduada», motivo por el cual ha sido foco de críticas y comentarios negativos sobre su gestión.

### Acusación de sobornos
Una investigación publicada el 3 de septiembre de 2023 por el portal Armando.info, reportó sobre las acusaciones por el Ministerio Público contra Harold Sosa y Juan Carlos Posner, ingeniero municipal y director general de la Alcaldía de Baruta, respectivamente, de presuntamente recibir sobornos que alcanzaron los 500.000 dólares para conceder permisos a las empresas Constructora HP y ATB Constructores. Darwin González negó las acusaciones de corrupción en una rueda de prensa en la que no contestó a preguntas.